# So What (sång av Pink)
So What är en låt av Pink. Låten släpptes som den första singeln från albumet Funhouse 2008. Den är skriven av Pink, Max Martin och Shellback och producerades av Max Martin. "So What" har sålt guld och platina. Den har varit nummer ett på Billboard-listan i USA, och på den brittiska singellistan och i en del fler länder, samt nummer två på Sverigetopplistan.